# Clara Ebert-Stockinger
Clara Ebert-Stockinger (* 3. Mai 1863 in Wien; † vermutlich 1949) war eine deutsche Buchautorin. Sie war gebürtige Österreicherin und später deutsche Staatsbürgerin.

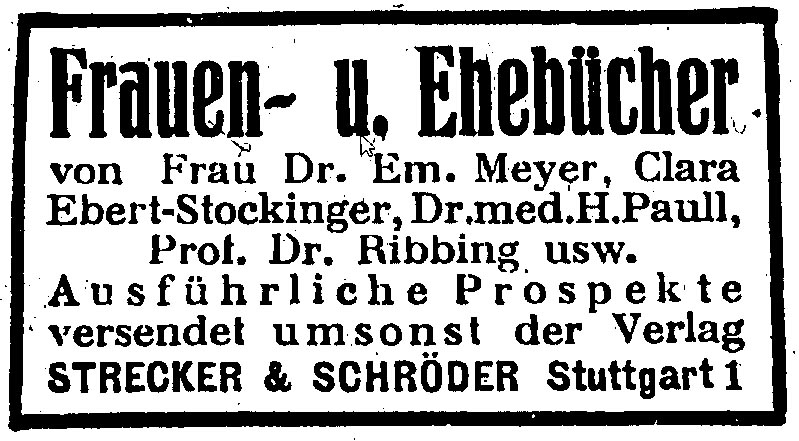
Werbung für Ebert-Stockingers Bücher

## Leben
Clara Ebert-Stockinger veröffentlichte Bücher zur Gesundheitspflege, Mutterschaft und völkischen Themen. Sie heiratete am 23. August 1893 und war laut Meldeunterlagen von 1931 Witwe. 1931 meldete sie sich in Bad Neustadt an der Saale an, wo ihr Wohnort bei der Kinderheilstätte war. Die Meldeunterlagen geben für 1932 ihren Wegzug nach Coburg an. Nach eigenen Angaben trat sie im November 1932, de facto aber zum 1. Mai 1933 der NSDAP bei (Mitgliedsnummer 3.199.492). Ihr Todesjahr ist nicht dokumentiert, es wird für 1949 angenommen.

## Schriften (Auswahl)
- Flugblätter zur angewandten Lebenspflege, Was das Volk wissen muss. Dresden 1923.
- Elternsünden, Ein Beitrag zur Erziehung d. Eltern. Dresden 1926.
- Das Buch der Hausfrau, Eine neuzeitl. Haushaltungskunde. Basel 1929.
- Mutterschaft, Werden, Geburt, Pflege u. Erziehg d. Kindes. Basel 1929.
- Adolf Hitler. Der Kämpfer u. Sieger. Stuttgart, 1933.
- Die Küche der Zukunft auf fleischloser Grundlage. Mit zahlr. Kochvorschriften nach d. neuesten Forschungsergebnissen. Dresden 1936. (Online Text)